# Gregorii mässa
Gregorii mässa eller Gregorius mässa avser en bildframställning som visar den lidande Kristus och påve Gregorius I. Enligt traditionen visade sig Kristus för Gregorius då han firade mässan. I olika variationer berättas om hur en nattvardsgäst började skratta åt att brödet verkligen skulle vara Kristi kropp: "Inte kan Kristus finnas i det där brödet. Jag har ju själv bakat det nu på morgonen". Då visade sig Kristus över altaret för alla som deltog i mässan. Från Kristi sår rann blod ner i kalken.  
Gregorii mässa går troligen tillbaka på en östlig bildtyp och var vida spridd under medeltiden. 

## Bilder

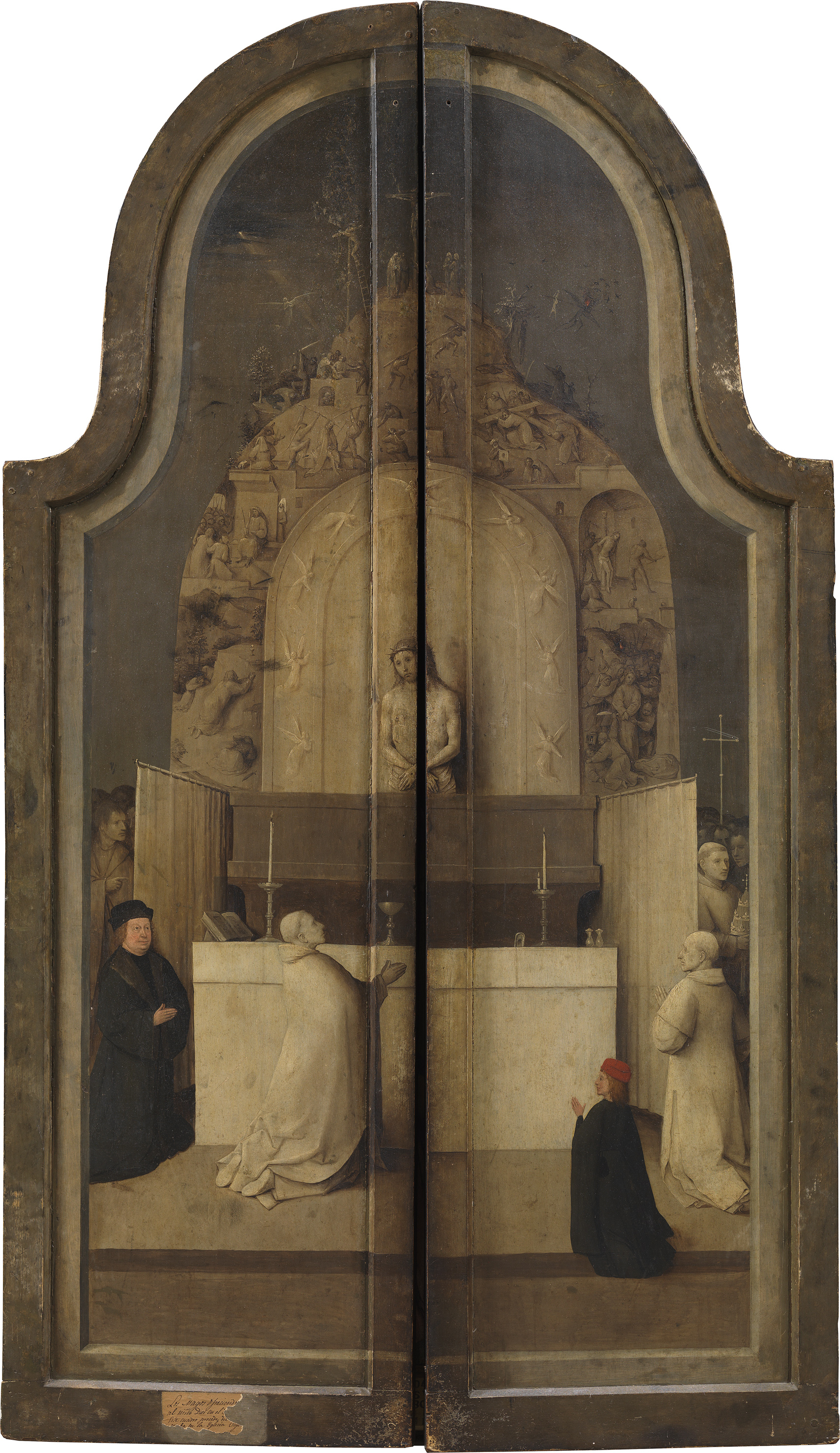
Gregorii mässa ingår i Hieronymus Boschs altarskåp från 1490-talet, benämnt Konungarnas tillbedjan efter mittpanelen.
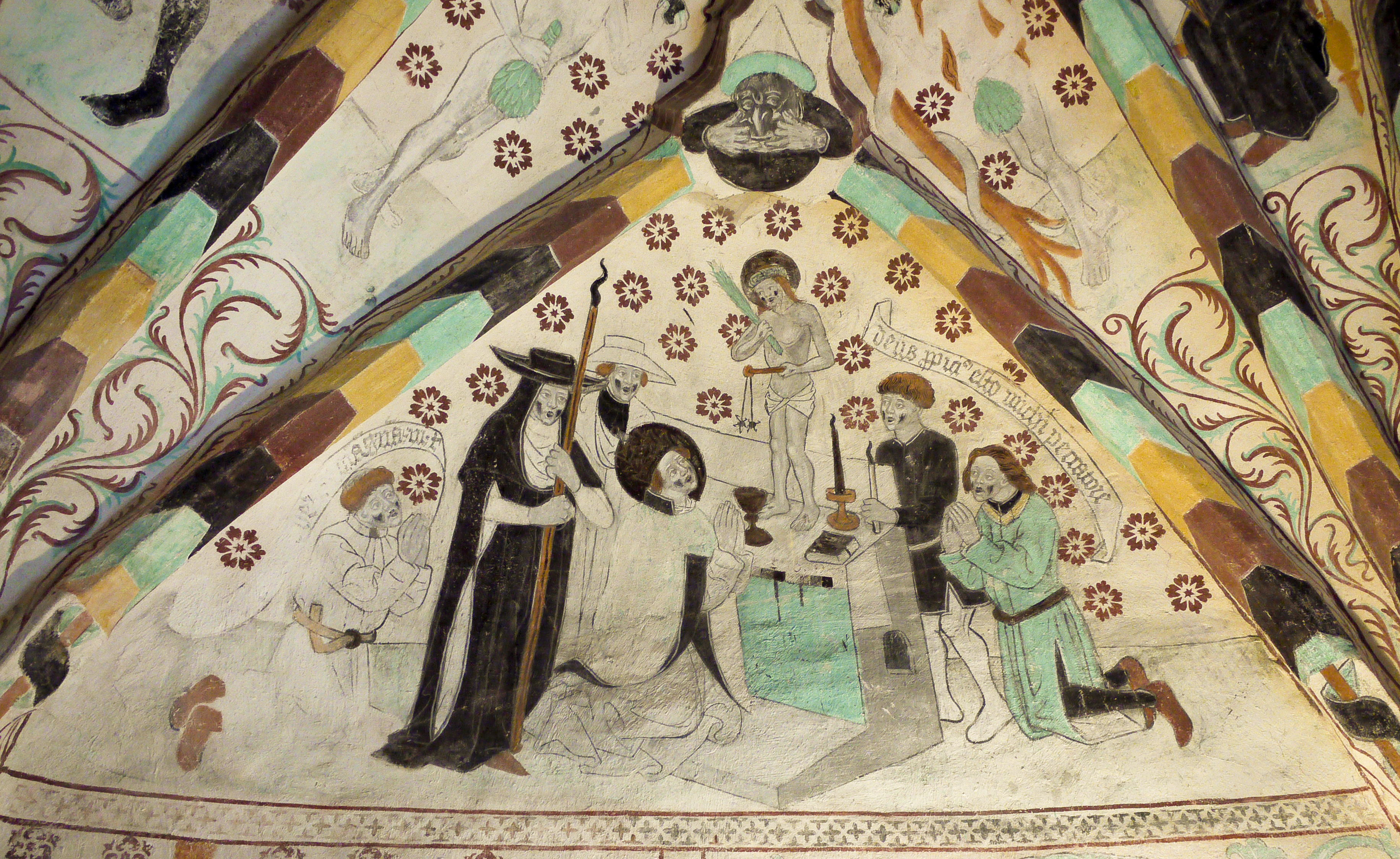
Gregorii mässa, kalkmålning av Albertus Pictor i Härkeberga kyrka från omkring 1480.